# Araneus raui
Araneus raui là một loài nhện trong họ Araneidae.
Loài này thuộc chi Araneus. Araneus raui được Embrik Strand miêu tả năm 1907.